# 新北市登山步道
新北市登山步道，又名新北市綠色走廊登山步道，為之前的臺北縣政府建設局規劃推動的臺北縣山區步道建設計畫，係針對既有登山步道，以不破壞生態環境之方式整修改善。該步道系統共有40條路線，縣政府並發行「台北縣登山步道導覽手冊」，可作為民眾登上低海拔郊區山系的入門書籍。

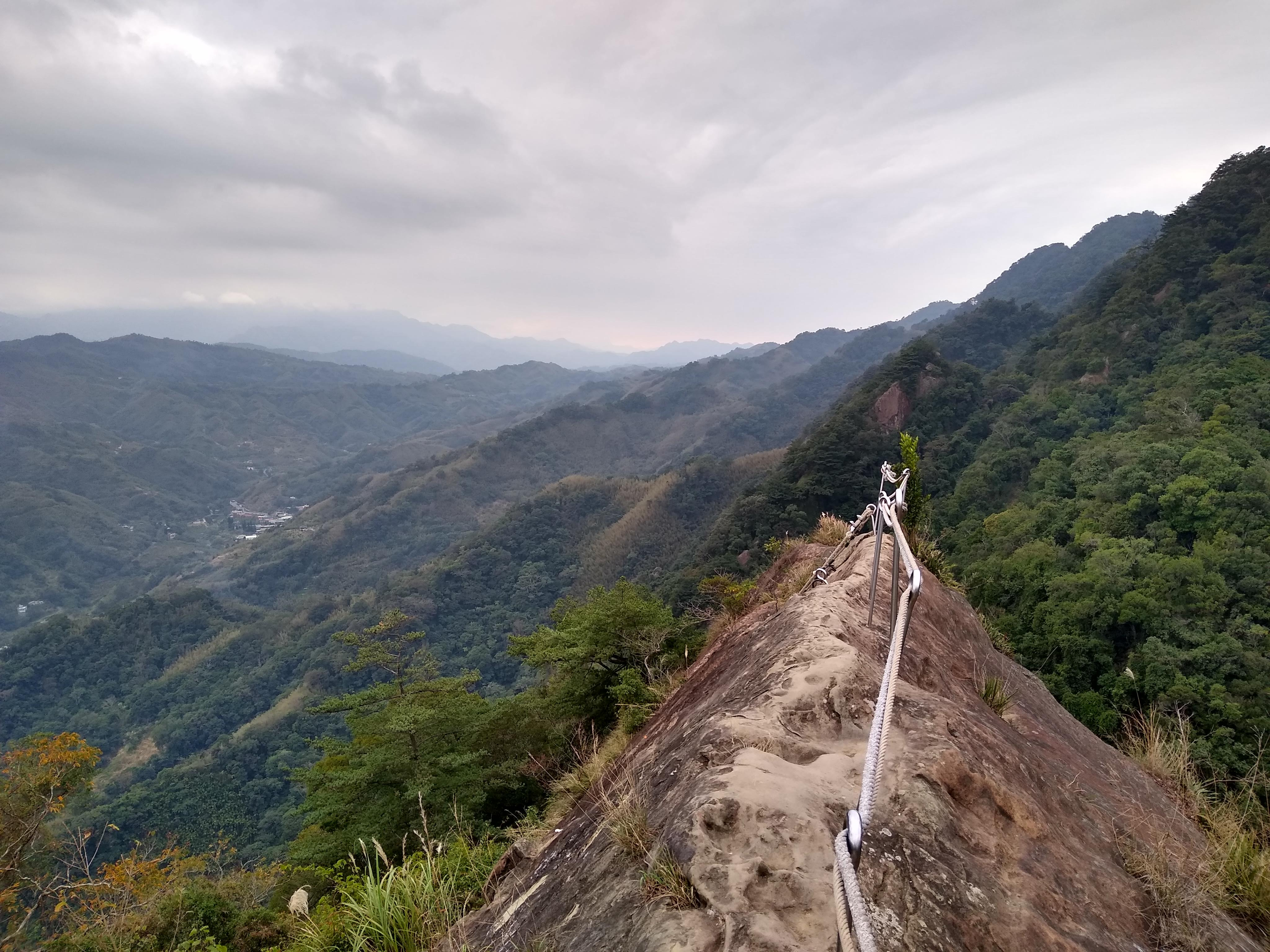
五寮尖登山步道

- 北海岸風景線登山步道
  - 魚路古道 (金包里大路)
  - 富士坪、鹿堀坪古道
  - 獅頭山公園步道
  - 青山瀑布、尖山湖步道
- 東北角海岸風景線登山步道
  - 金字碑古道
  - 貂山古道
  - 嶺頭觀日步道
  - 草嶺古道
  - 桃源谷、灣坑頭山登山步道
  - 南子吝山登山步道
  - 鼻頭角、龍洞灣岬步道
- 平溪、瑞芳、汐止風景線登山步道
  - 平溪三尖登山步道
  - 慈母峰、孝子山登山步道
  - 五分山登山步道
  - 九份登山步道網
  - 金瓜石登山步道網
  - 汐止大尖山登山步道
  - 新山夢湖登山步道
- 新店、烏來風景線登山步道
  - 直潭山登山步道
  - 銀河洞越嶺登山步道
  - 內洞林道登山步道
  - 加九寮人行步道
- 坪林、石碇、深坑風景線登山步道
  - 皇帝殿山登山步道
  - 獅公髻尾山登山步道
  - 筆架連峰、二格山登山步道
  - 炮子崙越嶺登山步道
  - 胡桶古道
  - 九芎根自然景觀登山步道

- 土城、三峽、鶯歌、樹林風景線登山步道
  - 天上山登山步道
  - 鳶山登山步道
  - 五寮尖登山步道
  - 白雞三山登山步道
  - 紫微聖母環山步道
  - 滿月圓山登山步道
  - 大棟山、大同山、青龍嶺步道
  - 鶯歌石、牛灶坑山登山步道
- 五股、八里、林口風景線登山步道
  - 觀音山、占山登山步道
  - 牛港稜山登山步道
- 中和、泰山風景線登山步道
  - 圓通寺越嶺烘爐地登山步道
  - 山腳頂山、瓊子湖登山步道